# Intervalo post mortem

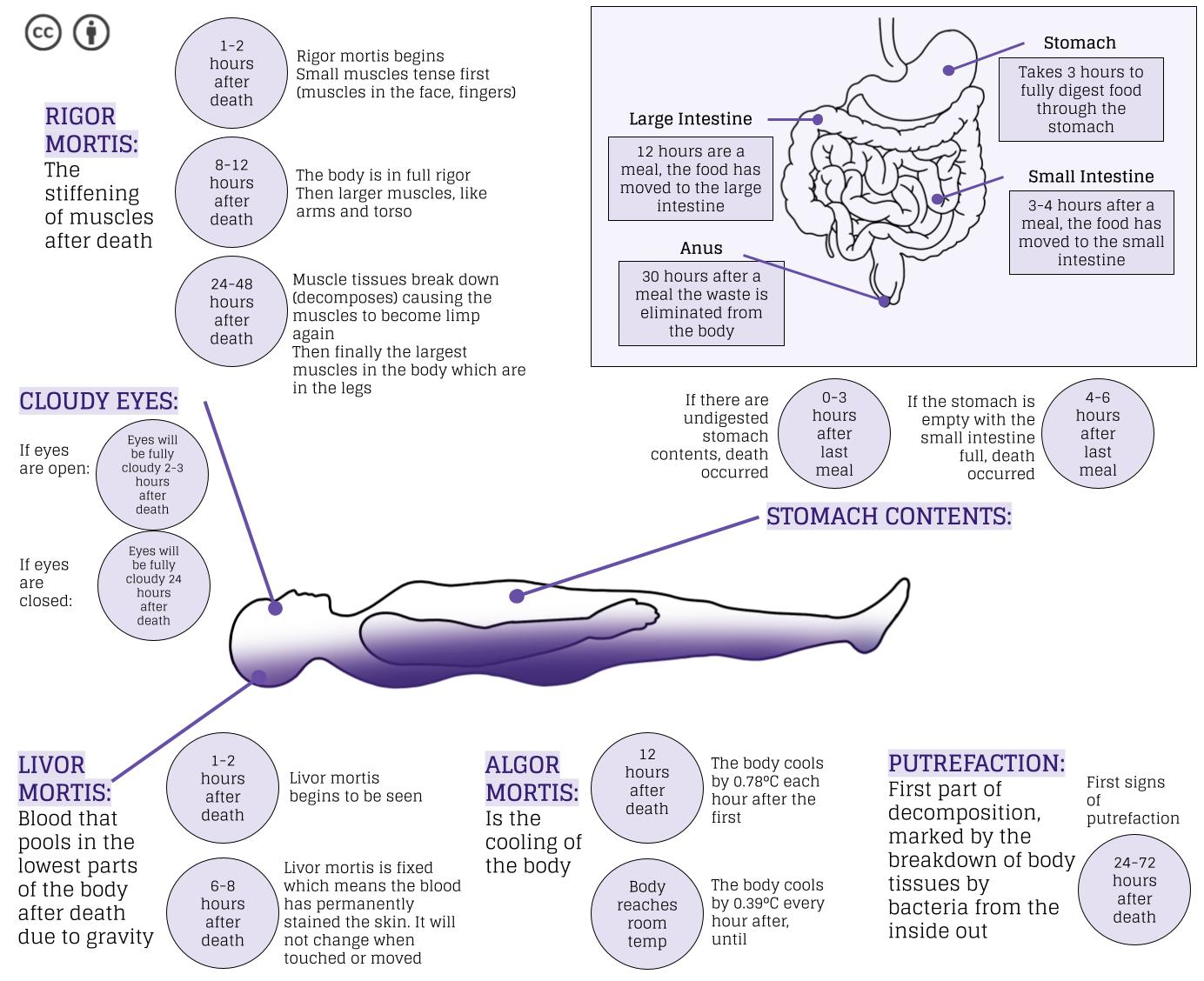
Cambios sobre el cuerpo (cadáver) después de la muerte.

El intervalo post mortem (IPM) es el tiempo transcurrido desde la muerte de una persona. Cuando se desconoce el momento exacto de la muerte, esto puede estimarse y de dicha manera, establecer una hora aproximada de la muerte. Existen técnicas médicas y científicas habituales que respaldan dicha estimación.

## Inspección del cuerpo y de la escena
Los cambios ocurridos en un cuerpo después de la muerte o post mortem son:
- Algor mortis: enfriamiento corporal.
- Livor mortis: coagulación de sangre en las zonas corporales más bajas
- Rigor mortis: rigidez muscular. Las condiciones en la escena de la muerte influyen en la estimación del momento en el que ocurrió.

Además de tener en cuenta el algor mortis, livor mortis, rigor mortis y el contenido gástrico, también es necesario examinar las condiciones ambientales en la escena de la muerte.  La constitución física y la indumentaria también influyen en la rapidez de enfriamiento del cuerpo y, por tanto, en la velocidad de su descomposición.

## Técnicas analíticas
Existen técnicas analíticas que se pueden usar para determinar el intervalo post mortem:
- La entomología forense: la actividad de insectos en el cadáver (sobre todo moscas);
- Los cambios en el humor vítreo: química ocular;[3][4]
- El estado de descomposición: autólisis (proceso de autodigestión) y putrefacción (proceso causado por las bacterias que se encuentran en el cuerpo).

Los métodos más avanzados son la cuantificación del ADN  y la espectroscopia de infrarrojos. Para los individuos enterrados también existen diversos cambios registrados en los suelos, como los niveles de metano, fosfatos y nitratos, el nitrógeno reactivo a la ninhidrina, los compuestos orgánicos volátiles y la conductividad del agua.